# ГЕС Yìngxiùwān
ГЕС Yìngxiùwān (映秀湾水电站) — гідроелектростанція у центральній частині Китаю в провінції Сичуань. Знаходячись між ГЕС Tàipíngyì (вище по течії) та ГЕС Zǐpíngpù, входить до складу каскаду на річці Міньцзян, великій лівій притоці Дзинші (верхня течія Янцзи).
В межах проекту річку перекрили комбінованою греблею висотою 21 метр, яка включає розташовану у руслі основну бетонну ділянку та прилягаючу до неї праворуч насипну секцію. Гребля утримує водосховище з об'ємом 7 млн м3 та можливим коливанням між позначками 943 та 947,8 метра НРМ. Звідси через лівобережний гірський масив прокладено дериваційний тунель довжиною 3,8 км з діаметром 8 метрів, який переходить у три напірні водоводи.
Підземний машинний зал обладнали трьома турбінами потужністю по 45 МВт, котрі забезпечують виробництво 713 млн кВт-год електроенергії на рік.
Відпрацьована вода повертаєтьсяу річку по відвідному тунелю довжиною 0,36 км.
12 травня 2008 року внаслідок землетрусу нижче від станції зійшов зсув об'ємом 0,6 млн м3. Внаслідок цього рівень води піднявся до позначки 893,4 метра НРМ, що призвело до надходження води у машинний зал через відвідний тунель. Після цього перший агрегат вдалось запустити в роботу лише у грудні того ж року.